# Белогули
Белогули — озеро в муниципальном образовании «Пушкиногорье» Пушкиногорского района Псковской области.
Площадь — 3,0 км² (298,3 га; с 2 островами (7,1 га) — 305,4 га). Максимальная глубина — 4,0 м, средняя глубина — 2,7 м.
На берегу озера расположена деревня Бирюли. Озеро находится на территории музея-заповедника А. С. Пушкина «Михайловское».
Слабопроточное. Относится к бассейну реки Сороть, притока Великой.
Тип озера плотвично-окуневый с лещом и уклеей. Массовые виды рыб: щука, плотва, окунь, карась, ерш, линь, лещ, красноперка, густера, налим, язь, уклея, вьюн, щиповка, голец, бычок-подкаменщик; раки (единично).
Для озера характерно: отлогие и крутые берега, есть заболоченные участки, леса; в центре — илистое дно, в литорали — песок и заиленный песок; есть крупные камни; бывают локальные заморы .